# Agroli
Agroli Group este un integrator din România, specializat în domeniul agricol, în special în industria cărnii de pasăre, fondat în anul 2006.
Agroli Group deține Avicola Crevedia, Avicola Tărtășești, Jackmoris (fosta Avicola Gorneni), Golden Fingers și este controlat de Agricola Holding, companie înregistrată în Liban.
Agroli Group produce și comercializează produse sub mărcile Avicola Crevedia, Ferma Natural, care se va relansa sub numele La Ferma, Cocolyso și Golden Fingers.
Grupul se numără în Top 3 producători de carne de pasăre din România, cota de piață estimată pentru sfârșitul anului 2009 fiind de circa 11%, principalii competitori fiind Transavia, Agricola Bacău și Agrisol.
În anul 2009, compania a deschis șapte magazine Crevedia Express.
Cifra de afaceri în 2007: 50 milioane Euro